# Besparingsparadox
De besparingsparadox is het macro-economische verschijnsel dat een collectief besluit om meer te gaan sparen kan leiden tot een lagere totale besparing. Als er meer gespaard wordt, dan wordt er minder geconsumeerd. Maar dat betekent dat er minder geïnvesteerd wordt omdat de totale vraag naar goederen kleiner is, en dat het nationaal inkomen kleiner is dan het geweest had kunnen zijn bij minder besparingen, zodat er (bij bepaalde waardes van de spaarquote) een kleinere totale besparing optreedt.
In een eenvoudig macromodel kan de besparingsparadox als volgt verklaard worden. Als wordt afgezien van buitenlandse handel en overheidsbegroting, dan is het totale aanbod (nationaal inkomen) Y te verdelen in consumptie c·Y, met marginale consumptiequote c, en besparingen S = s·Y, met marginale spaarquote s. In een toestand van evenwicht is dit aanbod gelijk aan de totale vraag, die gelijk is aan C+I, met I de investeringen. Daaruit volgt I=S, oftewel Y=I/s; de inverse van de spaarquote, 1/s, is een multiplier op de investeringen.
In de keynesiaanse economie is de besparingsparadox een deel van de verklaring voor recessies. Als de economische vooruitzichten slecht zijn, dan wordt consumptie uitgesteld en meer bespaard; zo ontstaat een sneeuwbaleffect dat de economie in een crisis kan storten. Het van overheidswege aanjagen van consumptie is dan de geijkte manier om uit deze situatie te geraken. Ook een milde inflatie wordt gezien als een goed teken, omdat inflatie een lage reële rente betekent en dus sparen ontmoedigt.
Een van de beleidstoepassingen van de besparingsparadox is volgens sommige economen het Europese Stabiliteits- en Groeipact.